# Бартон, Бернард
Бернард Бартон (англ. Bernard Barton; 31 января 1784, Карлайл — 19 февраля 1849, Вудбридж, Суффолк) — английский поэт-квакер, писатель

 и редактор.
Бернард Бартон занимался сначала коммерческими делами и открыл в Вубридже собственное дело по торговле хлебом и углем, но вскоре оставил это занятие и посвятил себя литературе.
В большинстве написанных им стихотворений, несмотря на легкую и приятную форму, постоянно пробивается струна квакерства.

## Биография
Родился в семье квакеров: Джона Бартона (1755—1789) и его жены Мэри, урождённой Доне (1752—1784), которая умерла, когда мальчик был еще младенцем. Его отец, фабрикант, женился на Элизабет Хорн (1760—1833), переехал в Лондон, а затем занялся солодовенным бизнесом в Хартфорде. После его смерти вдова с пасынками переехали в Тоттенхэм. Сестрой Бартона была писательница Мария Хак, а его сводный брат Джон Бартон стал экономистом. Сам Бернард Бартон получил образование в квакерской школе в Ипсвиче.
В возрасте 14 лет Бартон стал учеником лавочника в Холстеде, Эссекс, на чьей дочери, Люси Джесап (1781—1808), он женился в 1807 году. Его жена умерла в конце первого года брака, родив дочь Люси. После года работы репетитором в Ливерпуле Бартон провёл остаток своей жизни в Вудбридже, Саффолк, занимая должность клерка в банке. 
Бернард Бартон умер 19 февраля 1849 года в Вудбридже.

## Творчество
Бартон подружился с Робертом Саути, Чарлзом Лэмом и другими литераторами. Он поселился в доме местной детской писательницей Энн Найт, для книг которой он писал стихотворения. Избранными произведениями Бартона считаются «Обращение осужденного», опубликованное в 1818 году, которое выражает протест против смертной казни и суровости уголовного кодекса. А также «Бытовые стихи», опубликованные в 1845 году, на которые обратил внимание сэр Роберт Пиль, и которые обеспечили Бартону прижизненную пенсию в размере 100 фунтов стерлингов в год. Другие его тома были озаглавлены «Наполеон и другие стихи» (1822), «Поэтические бдения» (1824) и «Канун Нового года и другие стихи».
Британский писатель Ричард Райан посвятил Бартону свой сборник «Poems on Sacred Subjects to which are added several miscellaneous (1824)».
Дочь Бартона, Люси опубликовала подборку стихов и писем отца, введение к которым написал её муж Эдвард Фицджеральд, который также систематизировал и перевёл «Рубайат» Омара Хайяма.

## Избранная библиография
- «Napoleon and other poems» (Лондон, 1822 год);
- «Verses on the death of Schelley» (Лондон, 1822 г.);
- «Devotional verses» (Лондон, 1826);
- «The reliquary» (1836);
- «Hosehold verses» (1845).